# Parco del Po Vercellese/Alessandrino
Il parco del Po Vercellese/Alessandrino è stata un'area naturale protetta, confluita nel Parco naturale del Po piemontese insieme al Parco del Po torinese e a parte del Parco del Po cuneese nel gennaio 2020.
Era il terzo segmento del sistema delle aree protette della fascia fluviale del Po e si estendendeva dal territorio compreso nel comune di Crescentino (dove terminava il parco del Po Torinese) sino ai confini della Lombardia. 

## Storia
Il sistema delle aree protette della fascia fluviale del Po venne istituito con legge regionale della regione Piemonte n. 28 del 17 aprile 1990, si estende per 235 km dalle sorgenti del fiume Po, presso il Pian del Re, fino alla Lombardia, per un'area complessiva di oltre 25000 ha di territorio protetto.

## Aree protette
Il parco comprendeva 12 aree protette (cinque riserve naturali speciali, una riserva naturale integrale e un'area attrezzata):
- la riserva naturale speciale Ghiaia Grande
- la riserva naturale speciale Confluenza del Sesia e del Grana
- la riserva naturale speciale Boscone
- la riserva naturale speciale Confluenza del Tanaro
- la riserva naturale speciale del Torrente Orba
- la riserva naturale integrale Garzaia di Valenza
- l'area attrezzata Sponde fluviali di Casale Monferrato